# 기원전 10년

## 연호
- 전한(前漢) 원연(元延) 3년

## 기년
- 전한(前漢) 성제(成帝) 23년
- 신라(新羅) 혁거세 거서간(赫居世居西干) 48년
- 고구려(高句麗) 유리명왕(瑠璃明王) 10년
- 백제(百濟) 온조왕(溫祚王) 9년

## 탄생
- 8월 1일 - 로마 제국 4대 황제 클라우디우스